# Quabbeaue / Berkenkamp
Koordinaten: 51° 40′ 53″ N, 8° 3′ 40″ O
Das Naturschutzgebiet Quabbeaue / Berkenkamp liegt auf dem Gebiet der Gemeinde Lippetal im Kreis Soest in Nordrhein-Westfalen. Das Gebiet erstreckt sich nordöstlich von Lippborg. Durch das Gebiet fließt die Quabbe, ein rechter Nebenfluss der Lippe aus den Beckumer Bergen. Südlich verläuft die Landesstraße L 822, fließt die Lippe und verläuft die B 475.

## Bedeutung
Für Lippetal ist seit 2006 ein 137,265 ha großes Gebiet unter der Schlüsselnummer SO-068 als Naturschutzgebiet ausgewiesen.